# Arhopala epiala
Arhopala epiala är en fjärilsart som beskrevs av Corbet 1941. Arhopala epiala ingår i släktet Arhopala och familjen juvelvingar. Inga underarter finns listade i Catalogue of Life.